# Elías Santos Abreu

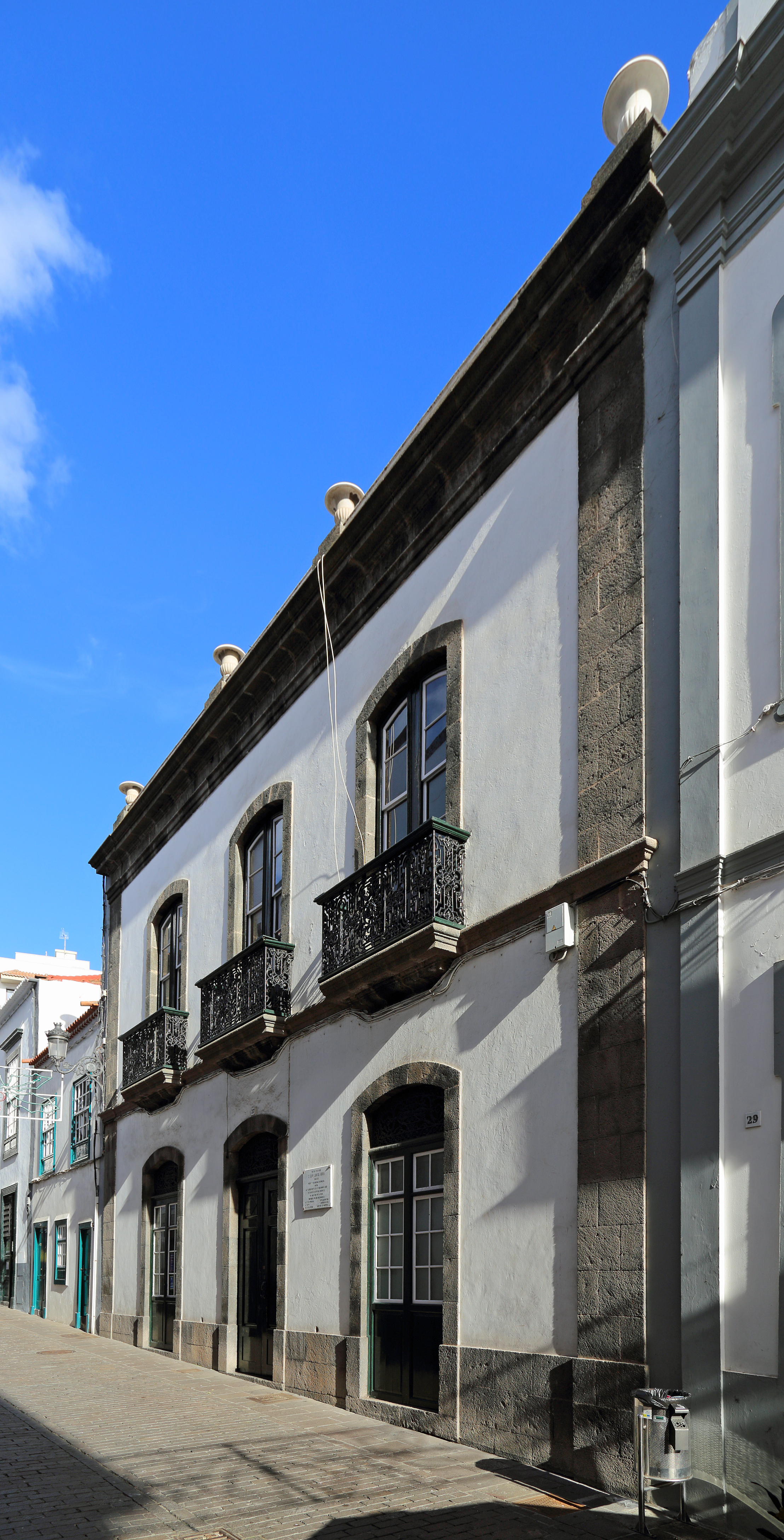
La casa de Elías Santos Abreu en Santa Cruz de La Palma

Elías Santos Abreu (Los Llanos de Aridane, 1856 - Santa Cruz de La Palma, 1937) fue un científico, médico, entomólogo y músico español.

## Biografía
Santos nació en Los Llanos de Aridane y desde edad bien temprana, mostró interés por la música, con sólo 11 años, en 1867, y hasta al menos 1874, fue componente de la Banda de Música La Filarmónica, hoy banda municipal de música de Los Llanos de Aridane. La cultura y la educación ocupaban parte de su vida. En 1871, era profesor titular de la escuela nocturna de adultos de la sociedad cultural y recreativa "El Siglo" de Los Llanos de Aridane, y en 1873 era secretario de la misma. Fue, junto al lanzaroteño Blas Cabrera Felipe, también de ascendencia palmera, una de las personalidades científicas más importantes del primer tercio del siglo XX en Canarias.
Se trasladó a La Laguna para cursar estudios de bachillerato, y a Sevilla, donde se licenció en medicina y en cirugía, y después se estableció como médico en Santa Cruz de La Palma. Santos Abreu prefirió vivir en su tierra y ejercer la medicina domiciliaria antes que alejarse de La Palma, como bien hubiera podido hacer, pues no le faltaron las ofertas. El 29 de julio de 1898 participa en la primera operación de ooforectomía hecha en La Palma, que se practicó en la villa de Los Llanos.
Su afán investigador le llevó al estudio de los insectos y las plantas con herbarios de La Palma y La Gomera. Por su trabajo "Ensayo de una monografía de los Tendipédidos de las Islas Canarias", obtuvo el premio Agell de la Real Academia de Ciencias y Artes de Barcelona en 1916. A partir de aquí comenzó a ser conocido internacionalmente como entomólogo y continuó con sus trabajos y sus publicaciones.
En 1892 organizó un pequeño laboratorio de análisis, el primero que se conoció en Canarias y uno de los primeros de España, destinado a estudios bacteriológicos y clínicos. En el archivo de sus investigaciones, figura el examen de cinco muestras de queso con hongos en los que encuentra el Penicillium, hallazgo este anterior al que casualmente diese la fama a Fleming en septiembre de 1928. La lejanía respecto de los grandes centros de investigación y la falta de un adecuado equipo privó a la humanidad de los beneficios de la penicilina, descubierta por Santos a finales del siglo XIX.

## Honores
Plaza Santos Abreu, en su ciudad natal